# Chân ngôn

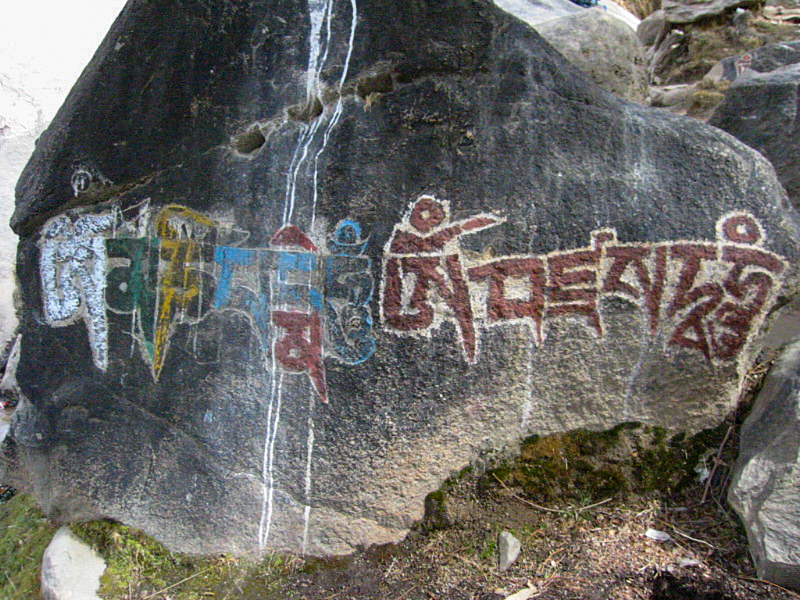
Úm ma ni bát ni hồng, một Chân ngôn nổi tiếng, được khắc vào đá

Chân ngôn (zh. zhēnyán 真言, sa. mantra, ja. shingon) hoặc Chân âm, phiên âm sang tiếng Hán là Mạn-đát-la (zh. 曼怛羅), các cách dịch ý khác là Chú (咒), Minh (明), Thần chú (神咒), Mật ngôn (密言), Mật ngữ (密語), Mật hiệu (密號), có nghĩa là "lời nói chân thật", là biểu hiện của chân như. Chân ngôn có thể là một câu thần chú, trích dẫn của kinh Phật hay một Đà-la-ni ngắn. Lời nói huyền nhiệm chứa đựng năng lực đưa đến kết quả siêu nhiên hay thế tục. Vốn xuất phát từ đạo Bà-la-môn Ấn Độ, Chân ngôn có thể là một âm tiết, một chữ hoặc câu kệ được tiết lộ cho những vị Thấu thị (sa. ṛṣi) trong lúc thiền định. Trong Phật giáo, người ta cho rằng Chân ngôn chứa đựng sức mạnh đặc biệt của vũ trụ hoặc biểu hiện của một khía cạnh nào đó của Phật tính, có nguồn gốc xuất phát từ Phật là chỗ vô lượng vô biên, không thay đổi như 1 chân lý nên gọi là chân ngôn. Trong nhiều trường phái, Chân ngôn hay được lặp lại trong các buổi tu tập hành trì, đặc biệt trong Kim cương thừa ở Tây Tạng. Ở đây Chân ngôn trở thành phương tiện trợ giúp tâm thức hành giả. Trong ba ải thân, khẩu, ý thì Chân ngôn thuộc về khẩu và tác động thông qua âm thanh rung động do sự tụng niệm Chân ngôn phát sinh. Hành giả luôn luôn vừa đọc Chân ngôn vừa quán tưởng một đối tượng và tay giữ một ấn (sa. mudrā) nhất định như các bài Thành tựu pháp (sa. sādhana) chỉ dẫn. Câu Chân ngôn quan trọng và lâu đời nhất của Phật giáo Tây Tạng là:Hán-Việt: Úm ma ni bát ni hồng (zh. 唵嘛呢叭𡁠吽), cũng đọc Án ma ni bát mê hồng. Phạn: OṂ MA NI PA DME HŪM̐ ॐ म नि प द्मे हूँ:Tạng: ཨོཾ་མ་ནི་པ་དྨེ་ཧཱུྃ་, được xem là Chân ngôn do Bồ Tát Quán Thế Âm nói ra. Oṃ Aḥ Hūm̐ là chân ngôn phổ biến, nghĩa là thân khẩu ý, thập thiện của thân khẩu ý. Trong các trường phái tại Phật giáo Tây Tạng thì chức năng của các Chân ngôn của mỗi cấp Đát-đặc-la (sa. tantra) khác nhau.
Có khi, trong lúc niệm Chân ngôn hành giả phải tập trung lên mặt chữ của Chân ngôn này hay tập trung lắng nghe âm thanh của nó. Nếu hành giả tập trung lên mặt chữ, thì các chữ đó hiện thành linh ảnh. Nếu tập trung lên âm thanh thì hành giả cần niệm thành tiếng hay tưởng tượng ra thanh âm của nó. Chương 5 của tác phẩm Subāhupariprcchā có ghi::Lúc đọc Chân ngôn,:Đừng quá gấp rút,:Đừng quá chậm rãi,:Đọc đừng quá to tiếng,:Đừng quá thì thầm,:Không phải lúc nói năng:Không để bị loạn động.